# Jordi Sincel·le
Jordi Sincel·le (llatí: Georgius Syncellus), anomenat també l'Abat i el Monjo, fou un escriptor grec que va viure a la darrera part del segle viii i primera part del segle ix. El seu nom derivava d'haver estat sincel·le, és a dir, assistent personal, del patriarca Tarasi de Constantinoble, mort el 806. Teòfanes Isàuric el descriu com un home intel·ligent i expert en història i cronologia.
Fou l'autor d'una cronografia o crònica el títol de la qual és Ἐκλογὴ Χρονογραφίας συνταγεῖσα ὑπὸ Γεωργίον Μοναχοῦ Συγκέλλου γεγονότος Ταρασίον Πατριάρχον Κωνσταντινουπόλεως ἀπὸ Ἀδὰμ μέχρι Διοκλητιανοῦ ('crònica selecta escrita per Jordi el Monjo, sincel de Tarasi patriarca de Constantinoble, d'Adam fins a Dioclecià'). L'obra hauria d'haver arribat fins al 800 però la seva mort la deixà inacabada a la pujada al tron de Dioclecià el 284. L'obra estava basada en la Crònica d'Eusebi de Cesarea. La Chronographia de Teòfanes Isàuric, que va del 285 al 813, seria una continuació d'aquest Chronicon, a qui Jordi Sincel·le, moribund, hauria demanat que l'acabés.
De vegades se l'ha identificat amb Jordi Hamartol, també autor d'un Chronicon, però ja Lleó Al·laci va demostrar que no s'havien de confondre. Jordi Sincel·le va transcriure quasi literalment una part substancial del Chronicon d'Eusebi de Cesarea, i aquest text s'ha utilitzat per a restaurar parts en grec del llibre d'Eusebi que s'havien perdut.